# J. Hugo Aronson
John Hugo Aronson, född 1 september 1891 i Gällstad, död 25 februari 1978 i Columbia Falls i Montana, var en amerikansk republikansk politiker. Han var Montanas guvernör 1953–1961 och kallades "The Galloping Swede".
Aronson invandrade 1911 till USA och etablerade sig inom oljeborrningsbranschen i Montana. Han var ledamot av Montanas representanthus 1939–1944 och ledamot av Montanas senat 1945–1952.
Aronson efterträdde 1953 John W. Bonner som guvernör och efterträddes 1961 av Donald Grant Nutter.